# Bryobia cyclamenae
Bryobia cyclamenae är en spindeldjursart som beskrevs av Hatzinikolis och Panou 1996. Bryobia cyclamenae ingår i släktet Bryobia och familjen Tetranychidae. Inga underarter finns listade.